# Stephen Elliott (botânico)
Stephen Elliott  (Beaufort, Carolina do Sul, 11 de novembro de 1771 – Charleston, Carolina do Sul, 28 de março de 1830) foi um legislador, banqueiro, educador e botânico estadunidense que hoje é lembrado por ter escrito uma das obras mais importantes da botânica estadunidense, A Sketch of the Botany of South-Carolina e Geórgia. O gênero de planta Elliottia foi nomeado em sua homenagem.

## Um esboço da botânica da Carolina do Sul e Geórgia
Seu trabalho clássico, A Sketch of the Botany of South-Carolina and Georgia, continha as primeiras descrições botânicas de muitas espécies. Foram essas descrições que validaram muitos dos nomes publicados como nomina nuda por Henry Muhlenberg. Inicialmente publicado em várias parcelas de 1816 a 1824, elas foram posteriormente combinadas em dois volumes: o volume I em 1821 e o volume II em 1824. Essas datas eram as datas da última parcela, não as datas da publicação original. Ele foi preparado com a ajuda de James McBride.

Em 1900, a Science o descreveu como "o pai da botânica do sul". Em 1901, Frank Lamson-Scribner escreveu o seguinte sobre o esboço de Elliott:
Só depois de preparar um livro em que quase todas as linhas contenham uma declaração de fato aprendida a partir da observação original, ele poderá apreciar plenamente a quantidade de paciência e trabalho envolvidos na preparação de uma obra como o Esboço da Botânica da Carolina do Sul e Geórgia... hoje continua a ser indispensável para os botânicos sistemáticos do nosso país. 

## Outros trabalhos publicados
- Elliott, S. 1818. Observações sobre o gênero Glycine, e alguns de seus gêneros afins. Parte 1. Journal of the Academy of Natural Sciences of Philadelphia 1(7), 320–326. (Read June 23, 1818) (BHL link)
- Elliott, S. 1818. Observações sobre o gênero Glycine, e alguns de seus gêneros afins. Parte 2. Journal of the Academy of Natural Sciences of Philadelphia 1(7), 371–373. (Read June 23, 1818) (BHL link)